# Ulica Grabarska we Wrocławiu

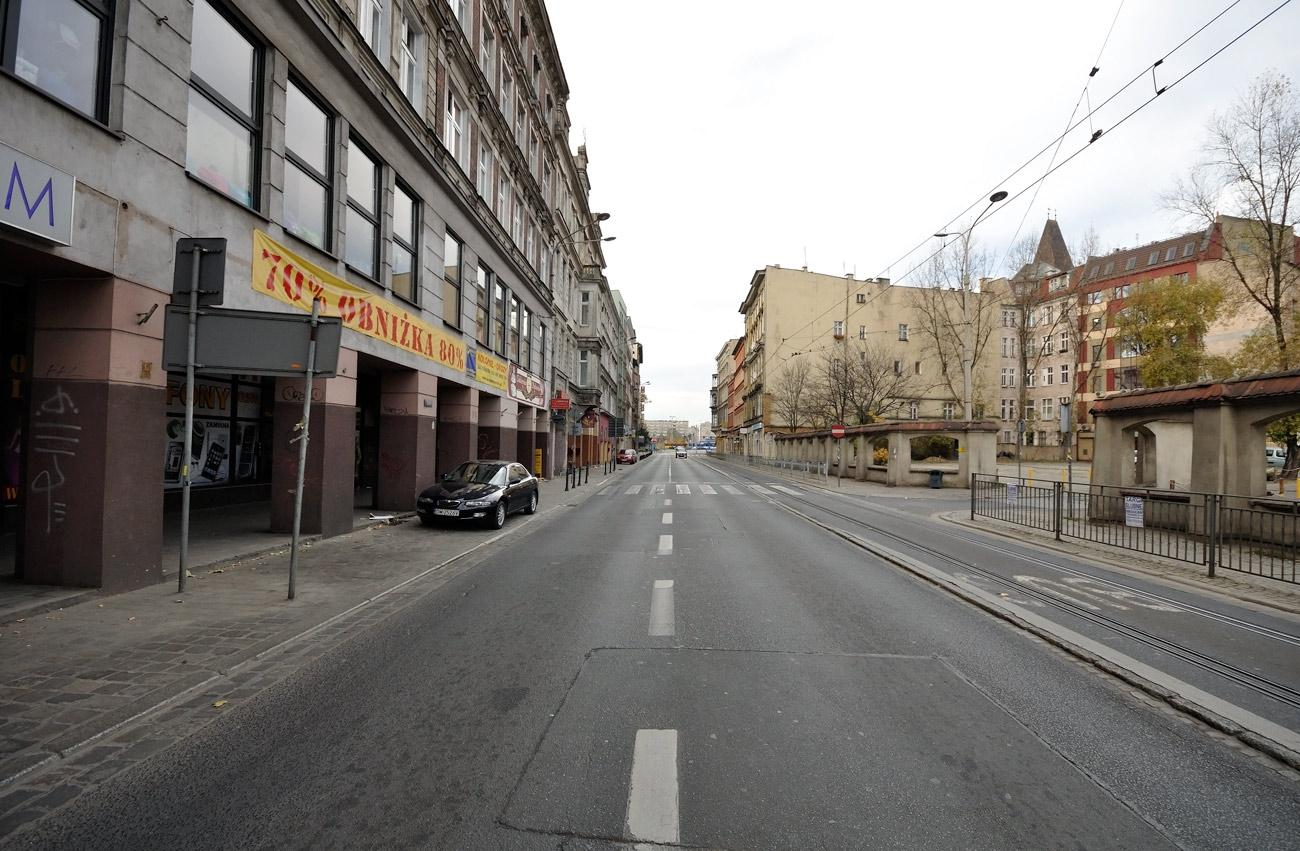
Ul. Ruska, skrzyżowanie z ul. Grabarską, przed wykonaniem zabudowy.

Ulica Grabarska – ulica położona we Wrocławiu na Starym Mieście. Łączy ulicę Ruską z ulicą św. Mikołaja. Ma 85 m długości. Ulicą przebiega ścieżka kulturowa czterech świątyń, w ramach Dzielnicy Czterech Świątyń.

## Historia
Ulica została wytyczona przed 1373 r. i poprowadzona przez posesje położone przy głównych ulicach, połączonych w ten sposób krótkim łącznikiem. Na rogu z ulicą św. Mikołaja pod numerem 53 funkcjonowała karczma Grenzhaus (Dom Graniczny), od której ulica przejęła nazwę. Po II wojnie światowej pod tym samym numerem funkcjonowała restauracja „Odra”. W wyniku działań wojennych prowadzonych podczas oblężenia Wrocławia w 1945 r. zabudowa ulicy i okolic uległa w znacznym stopniu zniszczeniu. Zachował się budynek przy ulicy Grabarskiej 5 z browarem, ale jako rudera przeznaczony został do rozbiórki, a docelowo cały teren miał zostać przeznaczony na parking, który docelowo miał być parkingiem wielopoziomowym, po wyburzeniu całej zabudowy tego kwartału.
Tereny przylegające do ulicy w okresie powojennym, oprócz dwóch budynków przy ulicy św. Mikołaja, były niezabudowane. Utworzono tu parkingi . Przez pewien czas część terenu dzierżawił Władysław Frasyniuk i stąd miejsce to nazywano potocznie "parkingiem Frasyniuka" . W październiku 2012 r. miasto sprzedało wolne działki . W styczniu 2014 roku rozpoczęto budowę kompleksu biurowego Pegaz (Times II) na wolnych działkach położonych Między istniejącą zabudową, obejmujących teren od ulicy Kazimierza Wielkiego poprzez Garbarska do ulicy Ruskiej. 17 listopada 2015 roku odbyła się uroczystość zawieszenia wiechy, a cała budowa zakończyła się w czerwcu 2016 roku. Inwestycję prowadziła firma UBM Polska, jako inwestor, na podstawie projektu opracowanego w Autorskiej Pracowni Architektury Hubka z Wrocławia, a wykonawcą była firma PORR Polska Construction. W ramach przeprowadzonych robót budowlanych na zlecenie inwestora wyremontowano również sąsiadujące podwórka oraz elewacje kamienic na rogu ulicy Grabarskiej i ulicy św. Mikołaja. Nazwa Times II nawiązuje do przylegającego obiektu, wcześniej wykonanego (lata 2007-2008) kompleksu Times położonego na rogu ulicy Kazimierza Wielkiego i św. Mikołaja, który powstał na bazie budynku dawnego Szpitala dziecięcego Bożego Grobu.

## Nazwy
W swojej historii ulica nosiła następujące nazwy:
- Totengasse, od 1489 r. do 1824 r.[3][5]
- Grenzhausgasse (Dom Graniczny), od 1824 r. do 1945 r.[13][3][5]
- Grabarska, od 1945 r.[1][13][3][5].

Pierwsza nazwa ulicy nawiązuje do położonego naprzeciw ulicy, wlotowi ulicy św. Barbary, łączącej się z ulicą św. Mikołaja. Przypuszczalnie stał tu dom grabarza związany z cmentarzem przy kościele św. Barbary. Kolejna nazwa ulicy – Grenzhausgasse – pochodziła od średniowiecznej karczmy, o nazwie w tłumaczeniu na język polski oznaczającej Dom Graniczny, położonej przy skrzyżowaniu z ulicą św. Mikołaja pod numerem 53. Współczesna nazwa ulicy została nadana przez Zarząd Miejski i ogłoszona w okólniku nr 94 z 20.12.1945 r.. Nawiązuje ona również bezpośrednio do cmentarza jaki znajdował się jeszcze w XVIII wieku na placu przy kościele św. Barbary.

## Układ drogowy
Do ulicy przypisana jest droga gminna numer 105006D o długości 85 m klasy dojazdowej położona na działce o powierzchni 444 m2. Ulica biegnie od ulicy Ruskiej do ulicy św. Mikołaja.
Ulice powiązane z ulicą Grabarską:
- skrzyżowanie: ul. Ruska[1][16], klasy zbiorczej[17] z torowiskiem tramwajowy, jednotorowym[4][18] ,
- skrzyżowanie: ul. św. Mikołaja[1][19], klasy zbiorczej[20] z torowiskiem tramwajowy, jednotorowym[4][18] .

## Zabudowa i zagospodarowanie
W północnej części ulicy pierzeja wschodnia i zachodnia zabudowana jest budynkami położonymi przy ulicy św. Mikołaja, w tym zabytkową kamienicą przy ulicy św. Mikołaja 54-55. Na pozostałym odcinku po obu stronach ulicy, do ulicy Ruskiej, zabudowę stanowi kompleks biurowy Pegaz (inna nazwa Times II). Dodatkową funkcją obiektu zapewniają powierzchnie handlowo-usługowe. Zabudowa ta obejmuje budynki o 6 kondygnacjach nadziemnych, z powierzchnią użytkową wynosząca 16500 m2, w tym powierzchni biurowej 15000 m², powierzchni handlowo-usługowej 1500 m², oraz 370 miejsc postojowych w parkingach wielostanowiskowych. Wysokość zabudowy nie przekracza 24 m z wyjątkiem pojedynczych budynków o wysokości do 26 m.
Ulica położona jest w obszarze znajdującym się na wysokości bezwzględnej pomiędzy 118 a 119 m n.p.m.. Jest on objęty rejonem statystycznym nr 933060, w którym gęstość zaludnienia wynosiła 5692osób/km² przy 651 osobach zameldowanych (według stanu na dzień 31.12.2018 r.).

## Ochrona i zabytki
Obszar, na którym położona jest ulica Garbarska, podlega ochronie w ramach zespołu urbanistycznego Starego Miasta z XIII–XIX wieku, wpisanego do rejestru zabytków pod nr. rej.: 196 z 15.02.1962 oraz A/1580/212 z 12.05.1967 r.. Inną formą ochrony tych obszarów jest ustanowienie historycznego centrum miasta, w nieco szerszym obszarowo zakresie niż wyżej wskazany zespół urbanistyczny, jako pomnik historii  . Samo miasto włączyło ten obszar jako cenny i wymagający ochrony do Parku Kulturowego "Stare Miasto", który zakłada ochronę krajobrazu kulturowego oraz uporządkowanie, zachowanie i właściwe kształtowanie krajobrazu kulturowego oraz historycznego charakteru najstarszej części miasta .
Przy ulicy i w najbliższym sąsiedztwie znajdują się następujące zabytki:
| obiekt, położenie                                                                                | powstanie, nr rej.      | fotografia |
| ------------------------------------------------------------------------------------------------ | ----------------------- | ---------- |
| pierzeja wschodnia                                                                               |                         |            |
| Kamienica, obecnie budynek biurowo-handlowy ulica św. Mikołaja 54-55                             | około 1920 r. gez, mpzp |            |
| zamknięcie osi widokowej w kierunku południowym                                                  |                         |            |
| Kamienica z handlowymi I-II kondygnacjami, obecnie budynek mieszkalno-usługowy ulica Ruska 47-48 | około 1890 r. gez, mpzp |            |